# Tylos wegeneri
Tylos wegeneri är en kräftdjursart som beskrevs av Albert Vandel 1952C. Tylos wegeneri ingår i släktet Tylos och familjen Tylidae. Inga underarter finns listade i Catalogue of Life.